# Marouan Azarkan
Marouan Azarkan (Rotterdam, 8 december 2001) is een Nederlands-Marokkaans voetballer die doorgaans als vleugelaanvaller speelt. In september 2019 debuteerde hij voor Feyenoord en sinds medio 2023 staat hij onder contract bij FC Utrecht.

## Clubcarrière

### Feyenoord
Azarkan speelde in de jeugd van Neptunus-Schiebroek en GLZ Delfshaven voor hij in 2012 binnenkwam in de jeugdopleiding van Feyenoord. Op 15 september 2019 maakte hij op zeventienjarige leeftijd zijn professionele debuut voor de club. In de thuiswedstrijd tegen ADO Den Haag viel Azarkan in na 72 minuten in voor Luis Sinisterra. Na een 3–0 ruststand wist Feyenoord deze wedstrijd met 3–2 te winnen. Vervolgens zat hij in datzelfde seizoen en het opvolgende seizoen nog enkele keren bij de wedstrijdselectie tijdens de Eredivisie en UEFA Europa League en kwam het op 6 december 2020 tot een tweede invalbeurt in de thuiswedstrijd tegen Heracles Almelo (0-0 gelijkspel).

#### Verhuur aan NAC Breda
In het seizoen 2020/21 werd Azarkan gedurende de tweede seizoenshelft verhuurd aan NAC Breda. Op 12 februari 2021 maakte hij zijn debuut tegen FC Eindhoven (2–1 winst). Hij kwam die periode tot elf wedstrijden, scoorde daarin niet en wist eveneens geen assists af te geven.

#### Verhuur aan Excelsior
In het seizoen 2021/22 sloot Azarkan op huurbasis aan bij Excelsior. Op 13 augustus 2021 maakte hij zijn debuut in de met 2–1 gewonnen wedstrijd tegen Roda JC. In de competitie scoorde Azarkan in totaal tien keer en gaf hij acht assists in 31 wedstrijden. Mede hierdoor kwam de club terecht in de play-offs om promotie. In de halve finale scoorde Azarkan de openingstreffer tegen Heracles Almelo (3–0 winst). In de heenwedstrijd van de finale tegen ADO Den Haag (1–1) scoorde hij de enige treffer aan Rotterdamse kant. In de return kwam Excelsior op een 3–0 achterstand, maar wist het via de 3–1 van Azarkan in minuut 78 een comeback te maken. De wedstrijd eindigde over 120 minuten in een 4–4 gelijkspel en Excelsior won de wedstrijd na strafschoppen. Azarkan werd het seizoen 2022/23 nogmaals verhuurd aan Excelsior. In totaal wist hij over twee seizoen in 66 wedstrijden zeventien keer te scoren en twintig keer een assist af te geven.

### FC Utrecht
Op 15 juni 2023 tekende Azarkan een vierjarig contract tot aan de zomer van 2027. Zo vertrok hij na tien ruim tien jaar bij Feyenoord. Eerder gaf hij al aan een terugkeer bij Feyenoord onwaarschijnlijk te achten wegens het geringe persectief. FC Utrecht betaalde tussen de zeshonderdduizend en achthonderdduizend euro voor de transfer. Ook FC Twente toonde in diezelfde periode interesse in de diensten van Azarkan.

## Clubstatistieken
| Seizoen                     | Club            | Competitie      | Competitie | Competitie | Beker | Beker | Overig | Overig | Totaal | Totaal |
| Seizoen                     | Club            | Competitie      | Wed.       | Dlp.       | Wed.  | Dlp.  | Wed.   | Dlp.   | Wed.   | Dlp.   |
| --------------------------- | --------------- | --------------- | ---------- | ---------- | ----- | ----- | ------ | ------ | ------ | ------ |
| 2019/20                     | Feyenoord       | Eredivisie      | 1          | 0          | 0     | 0     | 0      | 0      | 1      | 0      |
| 2020/21                     | Feyenoord       | Eredivisie      | 1          | 0          | 0     | 0     | 0      | 0      | 1      | 0      |
| 2020/21                     | → NAC Breda     | Eerste divisie  | 8          | 0          | 0     | 0     | 3      | 0      | 11     | 0      |
| 2021/22                     | → Excelsior     | Eerste divisie  | 31         | 10         | 1     | 0     | 5      | 3      | 37     | 13     |
| 2022/23                     | → Excelsior     | Eredivisie      | 27         | 3          | 2     | 1     | 0      | 0      | 29     | 4      |
| 2023/24                     | FC Utrecht      | Eredivisie      | 17         | 0          | 1     | 0     | 0      | 0      | 18     | 0      |
| Carrière totaal             | Carrière totaal | Carrière totaal | 85         | 13         | 4     | 1     | 8      | 3      | 98     | 17     |
| Bijgewerkt op 8 april 2024. |                 |                 |            |            |       |       |        |        |        |        |